# Attacco chimico di Halabja
L'attacco chimico di Halabja (in curdo: Kîmyabarana Helebce) avvenne il 16 marzo 1988, durante la guerra Iran-Iraq. Armi chimiche furono utilizzate dall'esercito iracheno nella città di Halabja nel Kurdistan iracheno. L'attacco era parte della Campagna Al-Anfal portata avanti nel Kurdistan e, allo stesso tempo, del tentativo dell'esercito iracheno di rispondere all'Operazione iraniana Zafar 7. L'attacco venne portato avanti 48 ore dopo la conquista iraniana della città; un'indagine medica delle Nazioni Unite ha concluso che venne utilizzato gas iprite insieme con agenti nervini non identificati.
L'operazione vide il più ampio utilizzo di armi chimiche contro la popolazione civile della storia della regione e uccise tra le 3 200 e le 5 000 persone e ne ferì tra le 7 000 e le 10 000, la maggior parte delle quali civili. I primi risultati dell'attacco per i sopravvissuti furono un aumento dei casi di cancro e delle malattie congenite.
L'attacco di Halabja è stato definito dal Supremo Tribunale per l'Iraq un genocidio perpetrato nei confronti della popolazione curda da parte del regime di Saddam Hussein. L'attacco venne condannato come crimine contro l'umanità anche dal Parlamento del Canada. Tra il 2007 e il 2008 vennero processati per crimini contro l'umanità vari gerarchi del regime di Saddam Hussein (ma non quest'ultimo, all'epoca già impiccato per altri crimini), tra cui il comandante militare delle operazioni, Ali Hassan Abd al-Majid al-Tikritieh, che venne condannato a morte, sentenza eseguita il 25 gennaio 2010.

## Antefatti
Nell'area nord dell'Iraq si registrarono molti disordini durante le prime fasi della guerra Iran-Iraq; il Partito Democratico del Kurdistan e il Partito Patriottico del Kurdistan unirono le forze, sostenuti dall'Iran, nel 1982 e nel 1983. Nel 1985 il regime di Saddam Hussein decise di eliminare le sacche di resistenza nel Nord e di attaccare in tutti i modi le forze peshmerga, anche mediante azioni indiscriminate verso i civili e con le armi chimiche. Gli eventi di Halabja furono parte degli sforzi iracheni di contrattaccare le forze curde e iraniane nell'ultima fase dell'Operazione Zafar 7.